# Mord in Hollywood
Mord in Hollywood ist ein US-amerikanischer Kriminalfilm aus dem Jahr 1951 von William Castle mit Richard Conte und Julie Adams in den Hauptrollen. Der Film noir wurde von Universal-International Pictures produziert und wurde vom ungeklärten Mord an dem Regisseur William Desmond Taylor 1922 inspiriert.

## Handlung
Der New Yorker Theaterproduzent Larry O’Brien wird von seinem Freund, dem Talentscout Mitch Davis, zum Studio der National Artists gebracht. Das Studio ist leer und verlassen, Larry will hier seinen ersten Kinofilm drehen. Der alte Hausmeister John Miller führt sie herum und zeigt ihnen das Büro des berühmten Stummfilm-Regisseurs Franklin Ferrara. Larry hat die Eingebung, einen Film über den bislang nicht aufgeklärten Mord an Ferrara zu drehen. Larry beginnt mit seinen Nachforschungen und findet Ferraras alten Drehbuchautoren Vincent St. Clair und stellt ihn ein. Die Presse wird aufmerksam und schon bald ist wieder Leben in das alte Studio zurückgekehrt. Besonders die ehemaligen Stummfilmstars, die Larry engagiert hat, sorgen für Gesprächsstoff.
Eines Abends sieht Larry seine Notizen, die er sich bei der Recherche angelegt hat, durch und erkennt, dass Ferrara am Tatabend drei Besucher hatte. So waren seine Stars Amanda Rousseau und Roland Paul sowie sein Sekretär Charles Rodeo anwesend, von dem es hieß, dass er sein Bruder sei. Nach dem Mord verschwand Rodeo spurlos. Während der Polizist Lieutenant Lennox Larry seine Hilfe anbietet, fordert der Finanzier Sam Collyer, dass Larry den Film abbricht. Kurz darauf entschuldigt er sich und versichert seine weitere Unterstützung. In der folgenden Nacht wird auf Larry durch das Bürofenster geschossen. Kurz darauf erscheint Sally Rousseau, die Tochter Amandas. Auch sie fordert die Einstellung des Films, um das Ansehen ihrer Mutter zu wahren. Als Larry später sein Büro verlässt, sieht er Sally mit Roland Paul.
Am nächsten Morgen befragt Larry Sally. Sie gibt an, dass viele Leute Paul für Ferraras Mörder halten, was sie nicht glaube. Weitere Nachforschungen ergeben, dass Collyer Geschäftspartner von Ferrara war und St. Clair wegen schlechter Arbeit entließ. Larry erhält einen Anruf von Rodeo, der ihm Informationen zum Mord geben will. Als Larry das vereinbarte Hotelzimmer betritt, wird er bewusstlos geschlagen. Larry erwacht neben Rodeos Leiche, auf der ein Zettel mit der Aufschrift GR1466 liegt. Am nächsten Tag will Larry Paul zu dem Zettel befragen, doch Lennox will Paul verhaften, der jedoch flüchten kann. Kurz darauf erklärt Sally, dass Paul ihr Vater sei und er und Amanda heimlich geheiratet hätten. Als Amanda sich jedoch in Ferrara verliebte, trennte sie sich von Paul.
In seinem Büro erkennt Larry, dass es sich bei GR1466 um Collyers alte Telefonnummer handelt. Er entdeckt ein Einschussloch in einem Musikautomaten und findet eine Kugel vom Kaliber .32. Er sucht Collyer auf, der eine Waffe dieses Kalibers hat. Collyer gibt zu, dass Ferrara mit dieser Waffe getötet wurde. Sie wurde ihm gestohlen. Als er einen panischen Anruf Ferraras erhielt, eilte er sofort zu ihm, fand ihn aber erschossen vor. Liebesbriefe, die Collyer an Amanda schrieb, lagen auf Ferraras Schreibtisch. Collyer ging davon aus, dass Amanda Ferrara erschossen hatte. Er gibt Larry das Familienmedaillon, das Ferrara in der Hand hielt. Larry deponiert das Medaillon bei einem Geistlichen und zitiert Sally, St. Clair und Lennox in sein Büro.
Larry erklärt, dass Ferraras Bruder Phillip der Mörder sei, der zudem auch Rodeo ermordete, um nicht identifiziert zu werden. Er zeigt das Familienmedaillon vor, auf der die Heilige Klara (St. Clair), die Schutzpatronin der Familie, abgebildet ist. St. Clair zieht eine Waffe. Larry schlussfolgert, dass St. Clair, als Autor ungeeignet, seinen Bruder aus Eifersucht erschossen hat. Den Mord wollte er Collyer anhängen, der ihn mit der Entlassung schwer beleidigt hat. St. Clair schießt auf Lennox und flüchtet, gefolgt von Larry, durch das Studio. Larry erschießt St. Clair, der an der gleichen Stelle stirbt, wie sein Bruder 21 Jahre zuvor. Monate später entwickelt sich Larrys Film zu einem Erfolg, ebenso seine Heirat mit Sally.

## Produktion

### Hintergrund
Gedreht wurde der Film vom 29. November bis Mitte Dezember 1950 in Santa Monica, Los Angeles sowie in den Chaplin-Studios in Hollywood und in den Universal-Studios in Universal City.

### Stab
Bernard Herzbrun und Richard H. Riedel oblag die künstlerische Leitung. Russell A. Gausman und Julia Heron waren für das Szenenbild zuständig, Rosemary Odell für die Kostüme, Bud Westmore und Ray Romero für das Maskenbild. Verantwortliche Toningenieure waren Leslie I. Carey und Glenn A. Anderson. Joseph Gershenson war der musikalische Direktor. Percy Ikerd arbeitete als Produktionsmanager.

### Besetzung
In kleinen, nicht im Abspann erwähnten Nebenrollen traten John Crawford, Marjorie Eaton, Elmo Lincoln, Barry Norton und Olan Soulé auf. Ebenfalls unerwähnt blieb Peter Brocco als Charles Rodeo.
Regisseur William Castle hatte einen Cameo-Auftritt. Mit Francis X. Bushman, Betty Blythe, William Farnum und Helen Gibson spielen mehrere Stars der Stummfilmzeit sich selbst.

## Veröffentlichung
Die Premiere des Films fand am 28. Mai 1951 in Chicago statt. In der Bundesrepublik Deutschland wurde er am 9. Mai 1985 im deutschen Fernsehen ausgestrahlt.

## Kritiken
Der Filmkritiken-Aggregator Rotten Tomatoes hat in einer Auswertung ein Publikumsergebnis von 43 Prozent positiver Bewertungen ermittelt.
Das Lexikon des internationalen Films schrieb: „Routiniert inszenierter Kriminalfilm, der allein dadurch an Reiz gewinnt, daß er die Glamourzeit des Stummfilms einbezieht.“
Bosley Crowther von der The New York Times merkte an, der Film sei eine exakte Demonstration des Zusammenbruchs einer guten Idee. Und weil die Idee zusammenbricht, breche auch der Film zusammen. Die Idee sei faszinierend, die Geschichte selber im Eimer.
Bob Thomas hingegen schrieb im Santa Cruz Sentinel, der Film sei überraschend gut. Alle Zutaten summieren sich zu einer faszinierenden Geschichte, weit über dem Durchschnitt dieser Art Filme.